# 北東アジア交流総合特区構想
北東アジア交流総合特区構想（ほくとうあじあこうりゅうそうごうとっくこうそう）とは、国の「新成長戦略」に基づく「総合特区」制度創設に向けた提案（アイデア）募集に対して、新潟県が北東アジアとの交流拡大について国に提出した構想である。

## 経過
- 2010年（平成22年）- 8月4日、国の「総合特区制度」のアイデア募集に対し、「北東アジア交流総合特区構想」を仮提案。
  - 「パブリックコメント」の募集、期間「平成22年8月4日（水）～平成22年8月31日（火）」
  - 9月27日、内閣官房地域活性化統合事務局に提出。

## 概要
- 医療・環境分野での協力強化（出入国管理等の規制緩和等）
  - 人材の受入れ（福祉・医療）（外国籍看護師・介護福祉士の受入れ）（臨床修練外国医師を活用した勤務医負担軽減）
  - 環境ネットワークの構築（EANET「東アジア酸性雨モニタリングネットワーク」を活用した環境分野での共同研究）（アジア大気汚染研究センターの機能を拡充）
  - EV関連産業の集積
- 交流人口の拡大
  - 観光客等の拡大（査証取得要件の緩和、宿泊施設の設備投資促進等）（通訳案内制度の拡充、免税店の許可要件の緩和・免税対象の拡大）
  - 人材の育成（小中高の飛び級制度の創設、大学の入試出願資格の付与、留学ビザの免除）
- ビジネス交流の拡大・強化
  - 企業誘致の促進（税制措置、投資ファンド創設促進）
  - 新規創業等の促進（税制措置、保税工場制度の適用拡大）
  - 産業群の形成促進（新エネルギー、健康・福祉・医療、航空機の各産業分野に係る研究開発促進等）
  - フードビジネスの拠点化（米輸出促進のための規制緩和、日本海側への精米工場整備等）（米粉等新規輸出商品開発等に係る税制優遇等、フードビジネスの拠点化支援）
- インフラの充実
  - 港湾機能の強化・効率化（コンテナターミナル民営化に伴う運営会社へのスーパー中枢港湾並の支援、コンテナヤード拡張等）（魅力ある航路の開設に必要な港湾運営上の規制緩和）
  - 空港機能の強化・充実（沖合展開の滑走路整備による空港運用時間延長、外国航空会社のカボタージュ規制緩和等、利用者の利便性向上のための駐車場管理運営方法の見直し）